# Pelobatrachus ligayae
Pelobatrachus ligayae (лат.) — вид земноводных семейства рогатых чесночниц. Является эндемиком Филиппин (острова Балабак и Палаван). Его естественной средой обитания являются субтропические или тропические сухие леса, субтропические или тропические влажные равнинные леса, субтропические или тропические влажные горные леса, субтропические или тропические влажные кустарники, реки и пересыхающие реки. Ему угрожает потеря среды обитания. Ранее вид относился к роду Megophrys, но в 2021 году был переклассифицирован в род Pelobatrachus. 